# El Paso
El Paso és la capital del comtat d'El Paso a l'estat de Texas, al sud-oest americà. Segons el cens del 2011, compta una població de 649.121 habitants; és la sisena ciutat més gran de Texas i la 19a més gran dels Estats Units d'Amèrica, així com la setena ciutat que ha crescut més durant els anys 2000-2006. L'any 1913 es va fundar la universitat University of Texas.
La seva àrea metropolitana cobreix tot el comtat, una part del comtat de Hudspeth i Dona Ana, aquest últim, de Nou Mèxic. La població d'aquesta àrea és de 736.310 habitants.

## Història

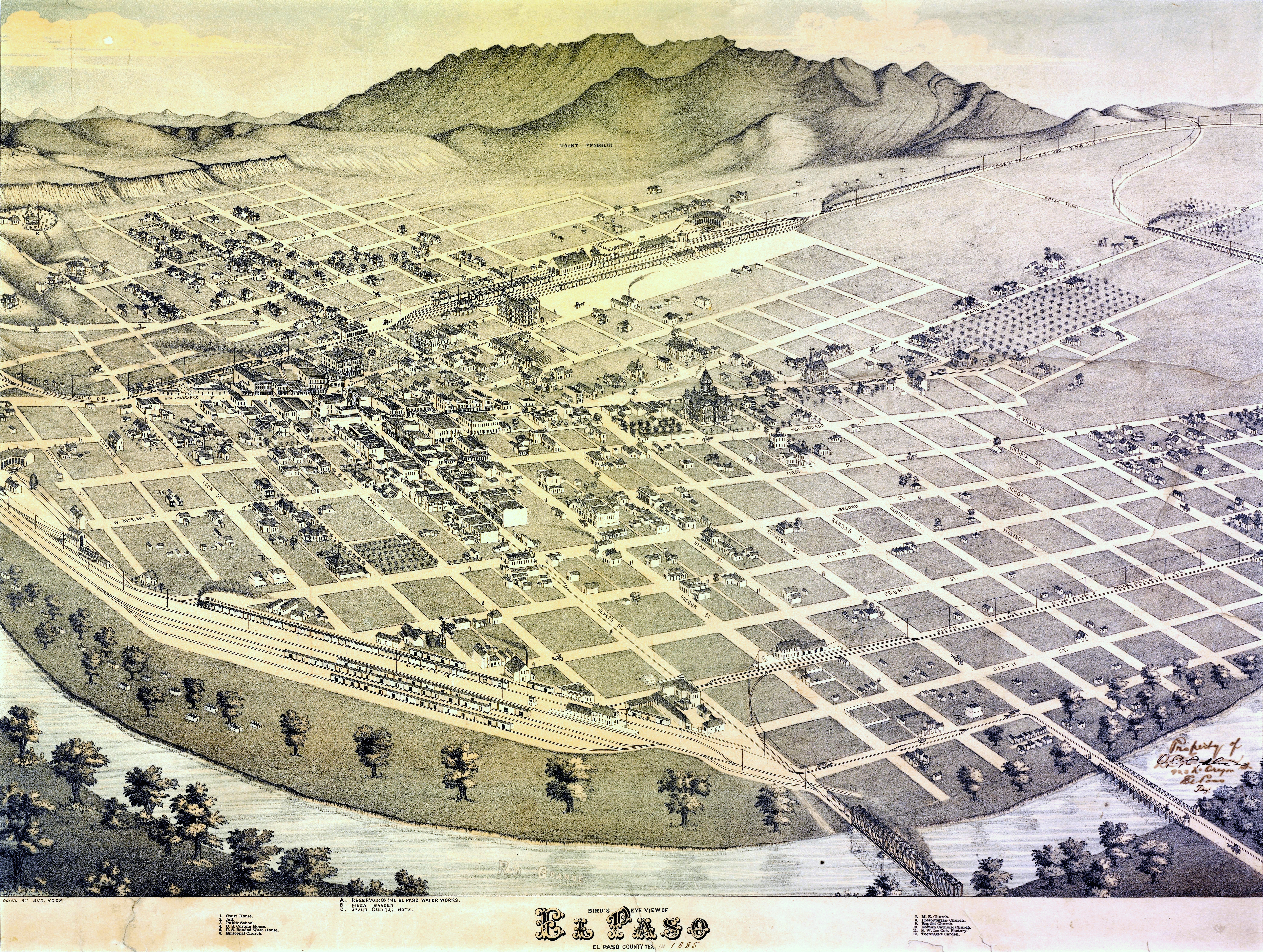
Imatge de El Paso l'any 1886

### Època antiga
S'han trobat vestigis arqueològics a les zones de Keyston Wetlands i Hueco Tanks que indiquen que fa milers d'anys va haver-hi assentaments humans a la regió d'El Paso (vegeu: Cultura Mogollon). Els pobles indis Manso, Suma i Junamo van ser vistos pels primers Conquistadors castellans; aquests pobles van acabar assimilant-se, formant part de la cultura mestissa, cultura predominant a Mèxic; uns altres es van integrar diferents grups mescalero apatxe.

### Arribada dels castellans
El Paso del Norte (l'actual Ciudad Juárez) va ser fundat a la riba meridional del Rio Grande l'any 1659 pels conquistadors castellans. Aquesta zona va tenir un ús agrícola amb vinyers i fruiters. La corona espanyola i les autoritats locals d'El Paso del Norte van fer moltes concessions de terrenys per producció agrícola a la riba nord del riu a l'actual El Paso. Tot i així, el riu era una bona frontera natural i els colons no van assentar-se al nord, ja que hi eren els apatxes.
El 1680 després d'una revolta que culminà amb èxit, la Revolta Pueblo, que havia reduït la població de les colònies del Nord de Nou Mèxic, El Paso esdevingué la base pel govern espanyol pel territori nou-mexicà. Des de la ciutat, els espanyols liderats per Diego de Vargas s'agruparen de nou per recolonitzar el territori de Santa Fe, estenent-se cap a Socorro, incloent-hi Taos.
La primera empresa agrícola que tingué èxit, i de la qual es té memòria, fou el ranxo Ponce de León. El terreny es concedí l'any 1825.

### Independència mexicana
L'assentament més important del Rio Grande, El Paso, es trobava a la zona austral de la Provincia de Nuevo Mexico, el modern estat de Nou Mèxic i estava comunicada amb Santa Fe i Ciutat de Mèxic per la carretera reial. Tardaven 6 mesos les caravanes de Ciutat de Mèxic per a arribar a El Paso. Malgrat els espies americans, comerciants i caçadors de pells havien visitat la zona des del 1804 (sobretot Zebulon Pike) i molts colons americans de bona fe van assentar-se, en quantitats significatives, després de la Intervenció Nord-americana l'any 1849.
Tot i que no hi hagué combats a la regió durant la independència mexicana, El Paso del Norte va sofrir diversos efectes negatius, car en el comerç dels seus vins i productes mantenien viva la ciutat. També va sofrir un desgavell més important que el que conegueren les ciutats d'Ysleta, San Elizaro i Socorro a l'altre costat del Rio Grande.
La primera constitució mexicana (1824) va donar el domini que els comerciants de Chihuahua tenien a Nou Mèxic, fent que Paso del Norte formés part de l'Estat de Chihuahua, després d'haver format part de Nou Mèxic per 200 anys; la ciutat trià el seu primer govern local el 1825 i el 1829, obria la seva primera escola.
La revolució de Texas (1836) no va tenir cap efecte a la regió. De fet, mai no es va considerar texana fins al 1848. Donades les reclamacions que la República de Texas, que volien un tros del comerç de Santa Fe, el Tractat de Guadalupe-Hidalgo, es van fer assentaments al banc nord del riu, separat de l'antic Old El Paso de Norte en el costat mexicà.
Un nombre d'esdeveniments importants durant els anys 1850 van anar donant-li caràcter a la zona nord del riu. Un assentament al ranxo Coon's anomenat Franklin es convertí en el nucli de El Paso; El Paso Country va ser establert el Març de 1850, amb San Elizaro com a capçalera. El Senat dels Estats Units fixa la frontera entre Texas i Nou Mèxic en el 32é paral·lel, fent cas omís a la topografia i a la història; un lloc militar anomenat El Post, davant de El Paso (al sentit contrari de El Paso Norte, a través del Rio Grande) fou establert el 1854 i el Butterfield Overland Mail arriba el 1858. Un any després el colon Anson Mills acabà la seva plataforma de la ciutat de El Paso, un nom que va donar molta confusió fins que la ciutat de l'altre costat del riu (zona de Mèxic), El Paso del Norte, canvia el nom a Ciudad Juárez l'any 1888.
En principi El Paso era conegut per Franklin; aquest fou incorporat el 1873 i aglutinaven les petites comunitats que s'havien anat desenvolupant al llarg del riu (Magoffinsville, Concordia, Hart's Mill).
El punt davant de El Paso començà amb 5 petits assentaments: Coon's Ranch, Hart's Mill, Concordia, Frontera i Ponce's ranch; ells van anar creixent fins a la ciutat que avui dia coneixem.

### Els confederats
Durant la Guerra Civil, Texas i altres estats del sud van crear els Estats Confederats d'Amèrica el 1861. Aquest mateix any va haver-hi una guerra entre els estats, ja que El Paso i els seus punts militars eren importants per defensar el clam dels Confederats al territori de Nou Mèxic; la confederació va ser rebuda amb un gran suport dels residents d'El Paso. Un cop acabada la guerra, la població de la ciutat va créixer.
Després de la guerra, gran part de la planificació de la ciutat va fer-se gràcies a Anson Mills, considerat el "Pare de El Paso" a causa del gran nombre de contribucions que ell va fer a la zona. Ell fou General de Brigada en la Union Army, surveyor (del·limita superfícies, mesura àrees i rectifica límits), constructor i inventor; es presentà en els primers plans per la ciutat d'El Paso. Segons l'Arlington National Cemetary, ell fou el responsable del canvi del nom de Franklin a El Paso.

### El salvatge oest i Stoudenmire
Amb l'arribada de la Southern Pacific Railway, Texas and Pacific Rairoad i la Atchison, Topeka and Santa Fe xarxes de ferrocarril l'any 1881, la població creix a 10.000 d'acord el cens del 1890. Una vall verda i un clima anual força estable, la ciutat va atreure a nous "ciutadans", com jugadors, pistolers, lladres, bandes de bandolers, assassins, sacerdots, treballors del ferrocarril xinesos, prostitutes i emprenedors.
Durant l'era del Salvatge Oest, d'acord amb el "The Portable Handbook of Texas", el Paso va ser coneguda com la "Six Shooter Capital", ja que era lluny i remota, i per ser una ciutat sense llei. El Paso va contractar a un mariscal amb una reputació de noi dur, Dallas Stoudenmire, conegut per "disparar primer i preguntar després Els "Four Dead in Five Secons Gunfight" va tenir lloc el 14 d'abril de 1881; aquesta va tenir lloc abans de la Gunfight (pistolers) en el OK Corral de Tombstone, Arizona.
El mariscal Stoudenmire, el 6è mariscal en 8 mesos, va ser contractat per "netejar" i civilitzar la violenta i salvatge ciutat. El mariscal va ser força efectiu a causa de la seva ferotge reputació i a la seva destresa en les pistoles. Ell esparverà i intimidà a una ciutat molt violenta, i usà la por que li tenien per controlar el Consell de la Ciutat. El 28 de maig de 1882 l'ajuntament anuncià que acomiadaven a Stoudenmire; quan aquest s'assabentà d'aquesta situació, va anar a les Cambres del Consell; un cop el van veure, es van terroritzar i van quedar-se quiets. El mariscal va fer un passeig amunt i avall de la cambra, al mateix temps que ell maleïa i amenaçava de disparar. En un cluc d'ulls, li va treure les pistoles i digué que podia carregar-se a qualsevol dels maleïts regidors d'aquest consell "I can straddle every God-damn aldermen on this council!". Immediatament, per unanimitat decideixen mantenir-lo. Stoudenmire va seguir-los mirant durant uns segons; després es calmà i guarà les pistoles. Coneixent la reputació del mariscal, l'alcalde va defugir de tensar la situació cridant-lo per un abrupte. Després d'aquesta situació, Stoudenmire sortí de la cambra.
El 1883 la capital del comtat es desplaçà de Ysleta, Texas a El Paso. Aquest canvi va ser decidit per una disputada elecció en la qual es van arribar a comptar els vots fins a 3 cops. Abans d'Ysleta, San Elizaro, Texas era la capital, que la va perdre l'any 1877 després de la San Elizaro Salt War.
La Prostitució i el joc cresqueren més i més fins a la Primera Guerra Mundial, quan el Department of the Army pressionà a les autoritats d'El Paso per trencar el vici. Moltes d'aquestes activitats es perllongaren a la ciutat veïna Ciudad Juárez, especialment durant la Prohibició, la qual cosa generà guanys substanciosos als saloons de la part mexicana.

### La revolució mexicana
La Revolució Mexicana (1910-1920) s'inicià el 1910 i Ciudad Juárez va ser objecte d'una lluita intensa; Ocasionalment, hi va haver foc creuat que va matar ciutadans d'El Paso. Aquesta ciutat es va convertir en un lloc de sospites a causa del gran nombre de líders exiliats, incloent-hi Victoriano Huerta i (durant un temps) Pancho Villa. El gener de 1914 el general John Hosep Pershing va ser ubicat al Fort Bliss, on va desenvolupar tasques de seguretat al llarg de la frontera i va armar la fallida Pancho Villa Expedition contra Pancho Villa després del fracàs de Columbus, Nou Mèxic el 9 de març de 1916.

### Els anys 20 i la II Guerra Mundial
Principi dels anys 20 i 30, El Paso va convertir-se en el lloc de naixement de moltes empreses locals i nacionals. El 1930 Conrad Hilton va obrir el seu primer hotel de luxe a la ciutat, l'actual Plaza Hotel; el Plaza Theatre obrí el 12 de setembre del 1930.
El 1934, Walter Varney i Louis Mueller estableixen l'aerolinea anomenada Varney Speed Lines a El Paso i operà en l'antic El Paso Municipal Airport (1934-36) i després a El Paso International Airport. Després que l'aerolinia fos adquirida el 1937 per Robert Six, ell ubicà la seu general a Denver, Colorado i li canvià el nom a Continental Airlines. Tot i que la seu era a Denver, El Paso va ser el major hub de l'aerolínia, situació que canvia a la darreria dels anys 1980.

### Post-II Guerra Mundial

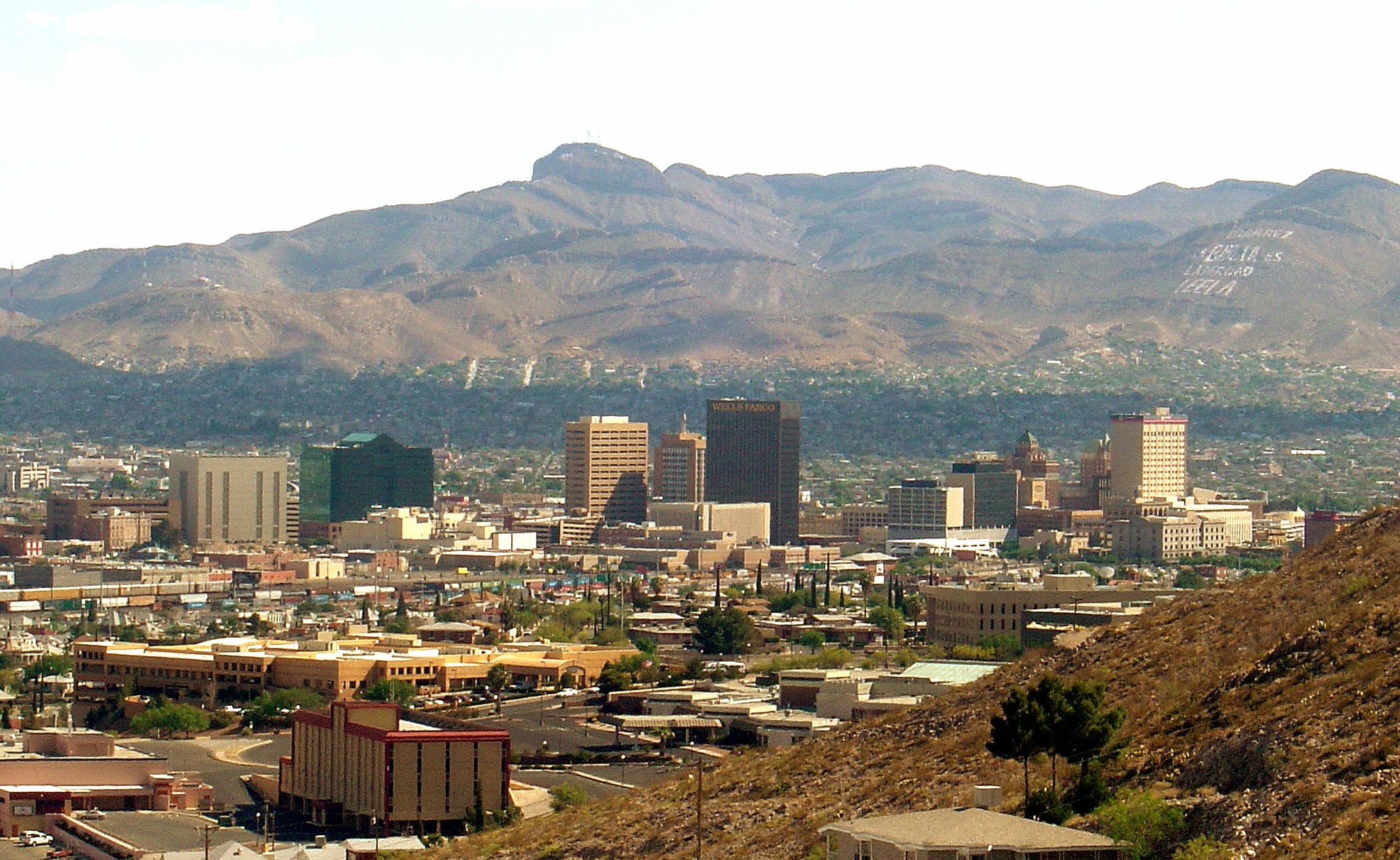
Imatge d'El Paso en l'actualitat.

Després de la II Guerra Mundial, científics especialistes en coets com Wernher Von Braun i altres van ser contractats al Fort Bliss d'El Paso. La Margarita, una beguda popular és un altre invent provinent d'El Paso; la primera mescla d'aquesta va fer-se a l'àrea El Paso-Juárez el 4 de juliol de 1945 al Tommy's Place Bar; Francisco "Pancho" Morales (un mexicà que va passar-se a l'altre costat per convertir-se en un americà), fou qui va fer la mescla; la seva història va ser capturada l'Octubre del 1973 en l'article mensual de Brad Cooper "The Man Who Invented the Margarita". Morales apareix en la Texas Almanac's Sesquicentennial Edition (1857-2007, lletra M) Obituaries de famosos texans.
Des de la II Guerra fins als anys 1980, El Paso passa a ser una gran ciutat; l'expansió del Fort Bliss que passa a ser un centre militar de la Guerra Freda. L'economia industrial era dominada per la fonedora de coure, refineries de petroli i la proliferació d'indústries de baixos salaris (confecció en particular) que senyala a milers d'immigrants mexicans. Noves subdivisions de cases van ser construïdes, expandint El Paso cap a l'oest, nord-est i l'est del seu nucli originari.
El primer alcalde hispà d'El Paso fou Raymond Telles l'any 1957; amb ell la demanda de drets civils entre la població hispana va créixer, desencadenant disturbis, i convergint amb els moviments anti-guerra i drets civils dels Estats Units; es van aconseguir grans avanços en aquests camps, fet que es veurà en major intensitat durant els anys 1970.
El 1963 Estats Units va acceptar cedir una part d'El Paso molt disputada per Mèxic a causa dels canvis del curs del riu Rio Grande, el qual, fita el límit entre ambdós països; els límits fronterers van ser rectificats i el Rio Grande va ser re canalitzat. Una illa en la riera va ser refeta. El Chamizal National Memorial, administrat pel National Park Service és actualment el parc més gran d'El Paso; el Chamizal és el parc corresponent a Juárez.
Des del 1990 l'economia local s'ha vist negativament afectada per la competència d'empreses de baix salari de l'estranger, i el tancament de la principal fonedora de coure a causa de la fluctuació de preus dels metalls i l'excessiva contaminació de plom trobada. La implementació de l'Àrea de Lliure Comerç d'Amèrica del Nord de 1994 va afectar novament a l'economia, amb transport, tendes al menor i serveis en expansió i l'accelerada pèrdua de llocs de treball en el sector industrial. El Paso se sensible als canvis en l'economia mexicana i la regulació del trànsit fronterer. La devaluació del peso del 1994 i l'increment de l'exigència dels controls fronterers després dels Atemptats de l'11 de setembre de 2001.
Per l'establiment el 1849 del Fort Bliss a l'àrea d'El Paso, la població de la ciutat ha crescut. La comissió BRAC ha indicat que la base rebrà més tropes, amb el que s'estima que es traduiran en 547 milions de dòlars per a l'economia de la ciutat. Amb les 18.000 tropes destinades (i els membres de la família d'ells, uns 30.000) donaran un creixement que no s'havia vist mai des de l'èxode mexicà l'any 1910 quan la població va augmentar 60.000 persones que fugien de la Revolució Mexicana.
Recentment s'han realitzat projectes de certa importància a la ciutat que han contribuït a l'expansió urbana de la ciutat. El principal d'ells és la reconstrucció del Plaza Theatre, projecte finalitzat el 17 de març de 2006 amb un cost total de 38 milions de dòlars. Amb l'arribada de personal militar i l'expansió del Biggs Army Airfeld la ciutat ha construït un nou "inner Loop" que connectarà la secció est de la ciutat amb la instal·lació militar.
Un dels problemes que té El Paso és com afectarà en ella el creixement de Ciudad Juárez, Chihuahua. Històricament aquestes dues ciutats han estat interconnectades; és evident que la qualitat de l'aire i el trànsit que conflueix en la zona d'El Paso reflecteix els valors d'una zona metropolitana poblada per almenys 2 milions d'habitants; molts subestimen les necessitats d'infraestructura, ubicant tots els recursos a la població d'El Paso i no pas a la zona metropolitana la qual la ciutat està connectada a través de les vies de comerç que genera d'El Paso, Ciudad Juárez i les ciutats de Nou Mèxic de Las Cruces, Santa Teresa, Sunland Park i Alamogordo.

## Geografia

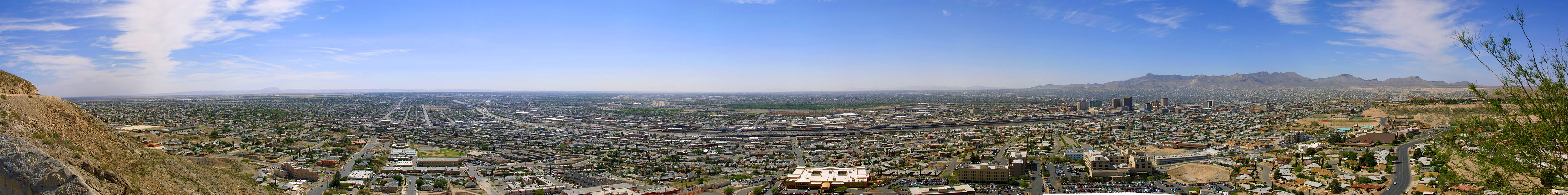
Imatge panoràmica d'El Paso. La fotografia està feta des del nord. Les Hueco Mountains apareixen a l'est i les muntanyes de Juárez es veuen a l'esquerra de la foto.

Ubicat a les coordenades esmentades anteriorment, descansa en l'enclavament entre 3 estats (Texas, Nou Mèxic i Chihuahua) i dos països, els Estats Units d'Amèrica i els Estats Units Mexicans). És l'única ciutat gran en l'horari de la muntanya, ja que Ciudad Juárez està en l'horari central és possible celebrar l'any nou el mateix dia entre les 2 ciutats; actualment, les 2 ciutats estan en l'horari de la muntanya.
La ciutat està a 1.140 metres sobre el nivell del mar (3.800 peus); El North Franklin Peak és l'elevació més alta que hi ha a la ciutat, amb una alçada de 2.192 metres (7.192 peus); aquest pic pot ser vist a una distància de 96 km (60 milles); addicionalment, aquesta serralada és la llar d'una formació natural d'argila vermella anomenada Thunderbird. La seva àrea és de 648.9 km² (250.5 milles quadrades).
El parc urbà Franklin Mountains State Park és el més gran dels Estats Units, es troba íntegrament a El Paso, i s'estén des del nord i dividint gairebé la ciutat en meitats al llarg del Fort Bliss i l'aeroport El Paso International Airport.
La vall Rio Grande Rift es troba al final del sud-est de les muntanyes Franklin és per on flueix el Rio Grande; aquest riu defineix la frontera entre la ciutat i Ciudad Juárez de sud a oest fins que el riu es dirigeix cap al nord, separant El Paso del comtat de Doña Ana, Nou Mèxic. El cim volcànic Cristo Rey es troba a la vall, a l'oest d'El Paso en el costat de Nou Mèxic del riu. Altres formacions volcàniques són Kilbourne i Hunt's.
El Paso està envoltat pel desert de Chihuahua.

### Zones d'El Paso
- Central El Paso
- Coronado Hills
- East El Paso

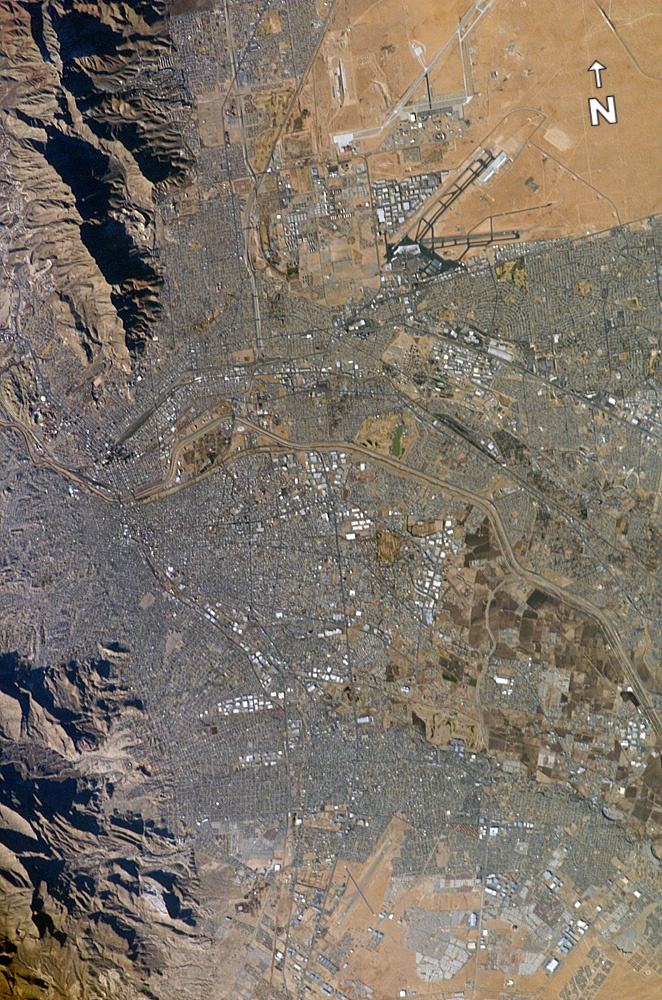
El Paso (a dalt) i Ciudad Juárez (a baix) vist des de l'espai; El Rio Grande és la petita línia que separa les dues ciutats al bell mig de la foto. Es pot veure una petita part de les muntanyes Franklin Mountains a la part superior de l'esquerra. Imatge cortesia de la NASA.

- Parc Franklin Mountains State Park
- Kern Place
- Mission Valley El Paso (Lower Valley i Ysleta, TX)
- Northwest El Paso (Upper Valley, incloent Willows)
- Sunset Heights
- Tierra Del Este
- Northeast El Paso
- Tigua d'Ysleta del Sur Pueblo Nation

### Suburbis d'El Paso corresponents a l'estat de Texas
- Anthony
- Canutillo
- Clint
- Fabens
- Homestead Meadows
- Horizon City
- Montana Vista
- San Elizario
- Socorro
- Sparks
- Tornillo
- Westway

### Suburbis d'El Paso corresponents a l'estat de Nou Mèxic
Tot i que les àrees d'Anthony, Sunland Park, i Chaparral estan adjacents al comtat d'El Paso, Texas, són considerades com a part de la zona metropolitana de Las Cruces, Nou Mèxic d'acord amb el cens dels EUA.
- Anthony
- Sunland Park
- Chaparral

## Clima
- El Paso té un clima semiàrid d'estepa calorosa d'acord amb la classificació del clima de Koppen BSh) amb estius molt calorosos (amb poca o gens d'humitat) amb hiverns suaus i secs.
- L'interval de temperatures va des d'una mitjana alta de 55 F (13 °C) i una mitjana baixa de 28 °F (−2 °C) al gener, fins a una mitjana alta de 97 °F (36 °C) i una mitjana baixa de 68 °F (20 °C) a l'agost.
- El rècord de temperatura alta en la ciutat és de 114 °F (45.5 °C); la temperatura baixa més baixa ha estat de −8 °F (−22 °C).
- 302 dies de sol per any és la mitjana segons El Paso Weather Bureau, d'aquí que rebi el sobrenom de la ciutat del sol, The Sun City.
- Les pluges donen una mitjana de 8,74 polzades (223 mm) per any, moltes d'elles es donen durant l'estiu, els mesos de juliol a setembre, a causa dels canvis climàtics que es donen al Golf de Califòrnia; vents de sud a sud-est porten humitat de l'oceà Pacífic, golf de Califòrnia, golf de Mèxic cap a la regió; a causa d'això, i l'orografia de la regió, i la calor generada pel sol, provoca tempestes de llamps al llarg de la regió; aquestes causen gran part de les pluges a la zona d'El Paso.
- A causa de la seva altitud, El Paso pot caure neu. L'any 1980, tres grans tempestes de neus van deixar gruixos d'un peu (30 cm); una al febrer, una a l'abril i l'última al desembre. El 1987 una tempesta de neu al desembre va deixar gairebé 2 peus (60 cm) de gruix.

### Inundacions

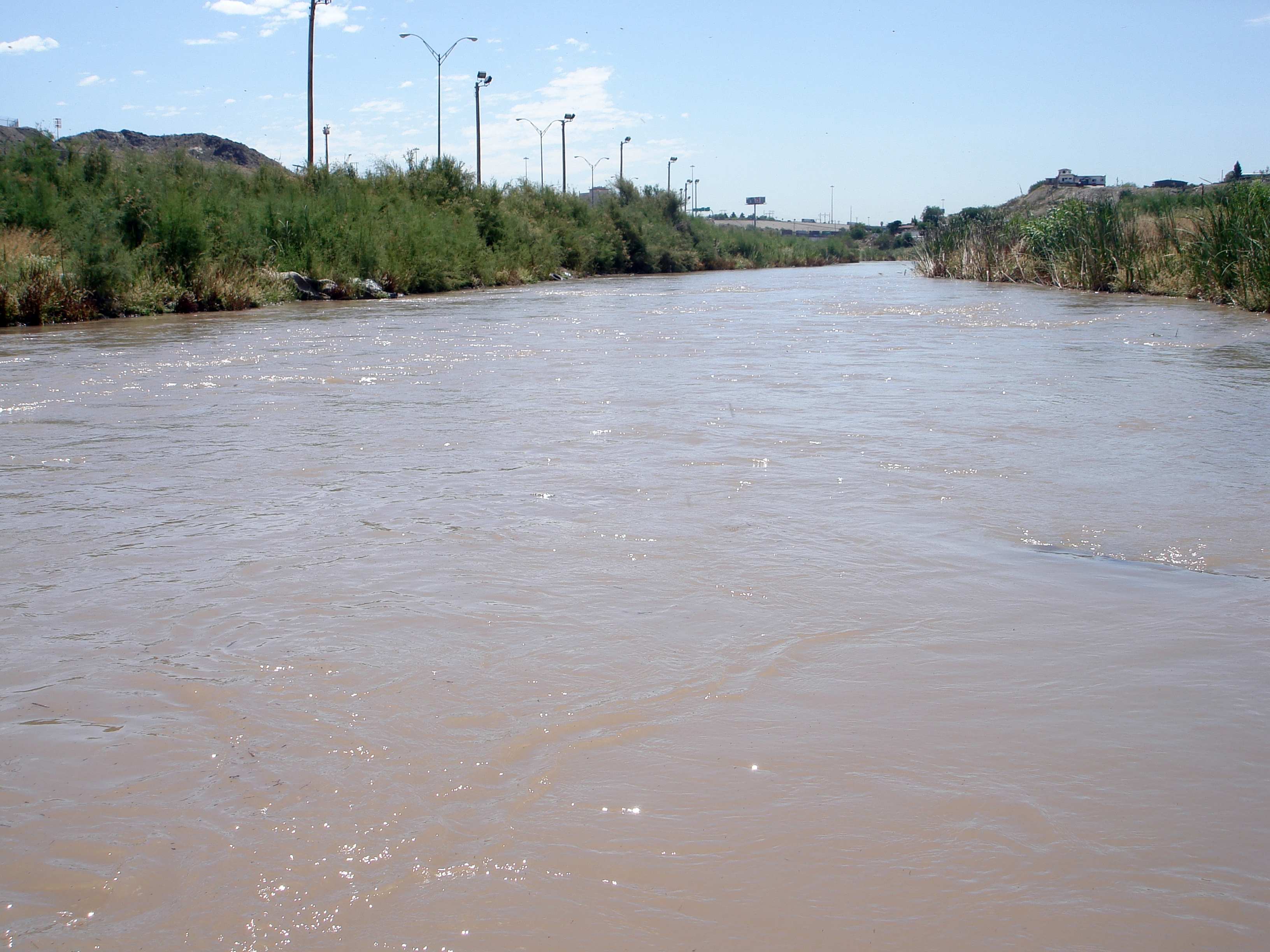
Pas del Rio Grande a El Paso

Tot i la mitjana anual de precipitacions, moltes parts de El Paso són objecte d'alguna inundació durant les tempestes intenses d'estiu. Entre juliol i agost del 2006 van caure 380 mm de precipitació en una setmana, que van provocar que tots els sistemes de control fluvial es desbordessin, com a resultat d'una inundació a tota de la ciutat. L'autoritat local va estimar els danys a les infraestructures públiques a 21 milions de dòlars, i a la propietat privada a 77 milions de dòlars. Gran part d'aquests danys van ser atribuïts al desenvolupament de torrent, protegit amb un sistema de control d'inundacions a base de preses i embassaments, i l'absència d'un sistema de drenatge d'aigües pluvials per dirigir tot el flux de l'aigua.

### Estadístiques sobre temperatures
| Mes                 | Gen            | Feb           | Mar            | Abr           | Mai            | Jun            | Jul            | Ago            | Set            | Oct           | Nov           | Des            | Any            |
| ------------------- | -------------- | ------------- | -------------- | ------------- | -------------- | -------------- | -------------- | -------------- | -------------- | ------------- | ------------- | -------------- | -------------- |
| Temp. més alta      | 80 °F (27 °C)  | 83 °F (28 °C) | 89 °F (32 °C)  | 98 °F (37 °C) | 104 °F (40 °C) | 114 °F (46 °C) | 112 °F (44 °C) | 108 °F (42 °C) | 104 °F (40 °C) | 96 °F (36 °C) | 87 °F (31 °C) | 80 °F (27 °C)  | 114 °F (46 °C) |
| Mg. alta            | 57 °F (13 °C)  | 63 °F (17 °C) | 70 °F (21 °C)  | 79 °F (26 °C) | 87 °F (31 °C)  | 96 °F (36 °C)  | 95 °F (35 °C)  | 93 °F (34 °C)  | 88 °F (31 °C)  | 79 °F (26 °C) | 66 °F (19 °C) | 58 °F (14 °C)  | 78 °F (27 °C)  |
| Mg. baixa           | 31 °F (−1 °C)  | 35 °F (2 °C)  | 41 °F (5 °C)   | 49 °F (9 °C)  | 58 °F (14 °C)  | 66 °F (18 °C)  | 70 °F (21 °C)  | 68 °F (20 °C)  | 62 °F (17 °C)  | 50 °F (10 °C) | 38 °F (3 °C)  | 32 °F (0 °C)   | 50 °F (10 °C)  |
| Temp. més baixa     | −8 °F (−22 °C) | 8 °F (−13 °C) | 14 °F (−10 °C) | 23 °F (−5 °C) | 31 °F (−1 °C)  | 46 °F (8 °C)   | 57 °F (14 °C)  | 56 °F (13 °C)  | 42 °F (6 °C)   | 25 °F (−4 °C) | 1 °F (−17 °C) | −5 °F (−20 °C) | −8 °F (−22 °C) |
| Source: Weatherbase |                |               |                |               |                |                |                |                |                |               |               |                |                |

## Arquitectura
Els 10 edificis més alts de El Paso
| Rang | Nom                                         | Alçada          | Pisos |
| ---- | ------------------------------------------- | --------------- | ----- |
| 1    | Wells Fargo Plaza (l'antiga State National) | 296 peus (90 m) | 21    |
| 2    | Chase Bank (l'antic El Paso National Bank)  | 250 peus (76 m) | 20    |
| 3    | Plaza Hotel (El Paso)                       | 239 peus (73 m) | 19    |
| 4    | Kayser Building                             | 232 peus (71 m) | 20    |
| 5    | El Paso Natural Gas Company Building        | 208 peus (63 m) | 18    |
| 6    | Camino Real Hotel                           | 205 peus (62 m) | 17    |
| 7    | International Hotel                         | 202 peus (62 m) | 17    |
| 8    | O. T. Bassett Tower                         | 196 peus (60 m) | 15    |
| 9    | El Paso County Courthouse                   | 185 peus (56 m) | 13    |
| 10   | Anson Mills Building                        | 145 peus (44 m) | 12    |

L'edifici més alt de El Paso, la Wells Fargo Plaza, va ser construïda a principis dels anys 1970 com a State National Plaza. L'edifici de finestres negres és famós per les 13 llums que s'encenen a la nit; això no obstant, aquests últims anys ha penjat la bandera dels EUA des de l'11 de setembre del 2001. Durant les vacances de nadal li posen un arbre de nadal en l'edifici, i en algunes ocasions, es pot llegir "UTEP", en suport a l'UTEP.

## Política
Tant la ciutat com el comtat són votants del Partit Demòcrata, com moltes de les àrees dels voltants amb la frontera. Silvestre Reyes i Ciro Rodriguez són els representants de l'àrea metropolitana d'El Paso a la casa blanca. Paul Moreno, Chente Quintanilla, Norma Chavez, Joe Pickett com a demòcrates i Pat Haggerty com a republicana per l'estat de Texas; al senat, Eliot Shapleigh. El jutge del comtat d'El Paso és el demòcrata Anthony Cobos. L'alcalde d'El Paso és John Cook.

## Govern
L'actual alcalde es John Cook, qui va guanyar a l'anterior alcalde Joe Wardy en les eleccions del 2005. D'acord amb les esmenes que se li van fer a la carta municipal el febrer del 2004, la ciutat és dirigida per un consell d'administració de la ciutat. Aquest sistema combina la fortalesa del lideratge polític dels funcionaris elegits (8 membres), amb experiència en matèria de gestió d'un govern local. Tot el poder es concentra en el consell, que contracta a un director capacitat professionalment per dur a terme les directives locals i supervisar la prestació dels serveis públics. Joyce Wilson va ser elegida pel consell d'administració l'any 2004 com a primera gestora de la ciutat. Els membres del consell són remoguts cada 4 anys.